# Центр молекулярної медицини Макса Дельбрюка у Товаристві імені Гельмгольца
Центр молекулярної медицини Макса Дельбрюка у Товаристві імені Гельмгольца (MDC)  — один з 18 інститутів Товариства Гельмгольца, розташований у північно-східному районі Берліна Бух, основною місією якого є впровадження результатів відкриттів фундаментальних досліджень у галузі молекулярної біології в клінічну медицину з метою попередження, діагностики та лікування найпоширеніших захворювань людини.

## Історія
Центр молекулярної медицини Макса Дельбрюка заснований у січні 1992 року як результат злиття трьох інститутів, які до 1990 року належали до Академії наук Німецької Демократичної Республіки, а саме: Центрального інституту молекулярної біології, Центрального інституту дослідження раку та Центрального інституту досліджень серцево-судинної системи, які з 1947 до 1972 року становили Інститут медицини та біології.
Центр названо на честь відомого біофізика та лауреата Нобелівської премії з фізіології і медицини в 1969 році, який народився у Берліні,  — Макса Дельбрюка.

## Організація
Центр нараховує приблизно 1,600 постійних та гостьових співробітників. Сімдесят дослідницьких груп працюють за насупними соціально значущими напрямками:
- дослідження раку,
- дослідження серцево-судинних та метаболічних захворювань,
- дослідження функції та дисфункції нервової системи,
- медична системна біологія.

Центр Макса Дельбрюка тісно співпрацює з університетською клінікою Шаріте у рамках The Experimental and Clinical Research Center (ECRC).
У зв'язку з тим, що медична системна біологія посідає особливе місце у Центрі Макса Делбрюка, створено Берлінський інститут медичної системної біології (The Berlin Institute for Medical Systems Biology  — BIMSB), який також э частиною Інституту інтегративних досліджень наук про життя (Integrative Research Institute Life Sciences  — IRI).

## Фінансування
Річний бюджет центру становить приблизно 76 мільйонів €, 90 % якого надходить від федерального бюджету та 10 % від земельного бюджету Берліна. Додатково дослідники центру отримують приблизно 21 мільйон € за рахунок грантів та інших джерел зовнішнього фінансування.

## Медаль Макса Дельбрюка
Центр Макса Дельбрюка щорічно присуджує Медаль Макса Дельбрюка в рамках Berlin Lectures on Molecular Medicine.